# Кінематограф Японії
У часи німого кіно показ фільмів у кінотеатрах супроводжувався «бексі» — живим виконавцем. І на відміну від європейських музикантів, він коментував усе, що відбувалося на екрані. У перших фільмах японської кіноіндустрії, використовувалися театральні декорації, як і у традиційному японському театрі «Кабукі», усі жіночі ролі виконували чоловіки.
Першим японським кінорежисером був Макіно Седзо. Поступово цей режисер почав усувати з кіно елементи театральності. Послідовниками такого підходу стали: Г. Котані, К. Усіхара, Я. Сімадзу, Д. Іто, Х. Госе, Я. Одзу.
В 30-ті роки починають знімати фільми зі звуком. Але справжньою «Золотою добою» японського кіно стають 50-ті.
Після другої світової війни в Японії знято велику кількість документальних фільмів. Найбільше значення серед них мав фільм «Морські бої в районі Гавайських островів і Малайського архіпелагу» режисера Кадзиро Ямамото.
Світову славу японська кіноіндустрія отримала завдяки творчості режисера Акіри Курасави майстра самурайських стрічок. Його фільм «Расемон» отримав Золотого лева на Венеційському кінофестивалі.
Також значно популярними є своєрідні японські жахи.
70-ті роки в японському кіно можна назвати періодом співпраці японських режисерів з іншими країнами. В 80-ті та 90-ті роки японське кіно переживало серйозну кризу. Кінематограф відступав під натиском телебачення та відео. Крім того японське кіно з екранів кінотеатрів витісняла велика кількість американських фільмів. Всі ці причини зумовили виникнення малобюджетного авторського кіно. Починаючи з 80-х років щорічно проводиться Токійський міжнародний фестиваль «Юфуін».